# Arthur Blessitt

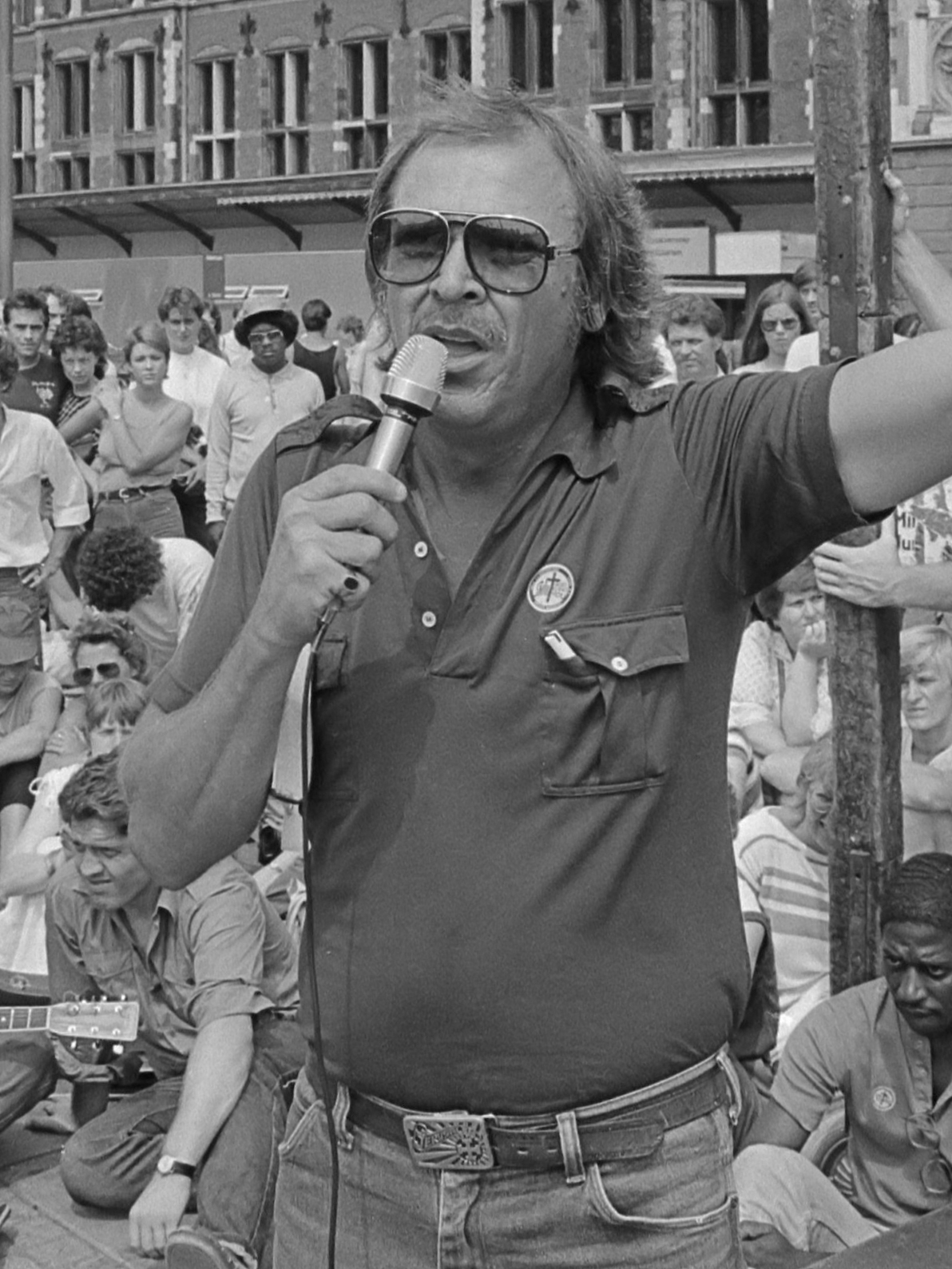
Arthur Blessitt 1983.

Arthur Owen Blessitt, född 27 oktober 1940 i Greenville, Mississippi, död 14 januari 2025, var en amerikansk evangelikal, kringresande predikant, mest känd för att ha fotvandrat med ett kors i alla världens länder.
Arthur Blessitt växte upp i nordöstra Louisiana och började med korsvandringar i Hollywood i Los Angeles under sent 1960-tal. Med början juldagen 1969 gick han från Los Angeles till Washington DC. Den första vandringen i en annan världsdel påbörjades i augusti 1971 i Nordirland. 2008 hade alla länder och större ögrupper i världen besökts. Han är med i 2015 års upplaga av (engelskspråkiga) Guinness Rekordbok.